# مست عشق (فیلم)
مست عشق فیلم درام تاریخی عاشقانه محصول مشترک ایران و ترکیه به کارگردانی و نویسندگی حسن فتحی و تهیه‌کنندگی مهران برومند و حسن علیزاده است. این اثر برشی از زندگی مولوی و شمس تبریزی را با نقش‌آفرینی پارسا پیروزفر و شهاب حسینی به تصویر می‌کشد. علاوه بر هنرپیشگان ایرانی، بازیگران ترکیه‌ای از جمله بنسو سورال، هانده ارچل و ابراهیم چلیک‌کول نیز در مست عشق ایفای نقش کرده‌اند.
خبر ساخت فیلمی با موضوع شمس و مولانا به کارگردانی فتحی، در شهریور ۱۳۹۸ اعلام شد. با مشخص شدن بازیگران نقش‌های اصلی، از مهر همان سال فیلم‌برداری کلید خورد و حدود سه ماه ادامه یافت؛ اما طبق گفتهٔ کارگردان و تهیه‌کننده، اختلافات مالی سرمایه‌گذاران و نیز دنیاگیری کووید-۱۹ بخش مهمی از کار را ناتمام گذاشت. سکانس‌های باقی‌مانده سرانجام در آذر ۱۴۰۰ تکمیل و فیلم به مرحلهٔ پس‌تولید رسید.
مست عشق از ۵ اردیبهشت ۱۴۰۳ در سینماهای ایران به نمایش درآمد. فروش فیلم در گیشه از ۱۲۰ میلیارد تومان گذشت و آن را به پنجمین فیلم پرفروش سال و نیز پرفروش‌ترین فیلم غیرکمدی تاریخ سینمای ایران تبدیل کرد.
همچنین حسن فتحی بعد از اکران مست عشق تعهد سریال را بعد از اکران جهانی داده.

## خلاصه داستان
این فیلم برداشتی آزاد از زندگی مولانا و شمس تبریزی در سال‌های ۶۴۰ تا ۶۴۵ هجری قمری است و رابطهٔ عارفانه مولانا با شمس تبریزی را به تصویر می‌کشد.

## بازیگران
| بازیگر           | نقش            | توضیحات                                                                           |
| ---------------- | -------------- | --------------------------------------------------------------------------------- |
| پارسا پیروزفر    | مولانا         | شخصیت اصلی پسر بها الدین ولد همسر کرا خاتون پدر سلطان ولد کیمیا خاتون و علاءالدین |
| شهاب حسینی       | شمس تبریزی     | شخصیت اصلی همسر کیمیا خاتون                                                       |
| ابراهیم چلیک‌کول  | اسکندر بیک     | سرباز همسر مریم                                                                   |
| بنسو سورال       | مریم           | ندیمه کیمیا خاتون همسر اسکندر                                                     |
| حسام منظور       | حسام‌الدین چلبی | دوست مولانا                                                                       |
| هانده ارچل       | کیمیا خاتون    | دختر کرا خاتون دختر خوانده مولانا همسر شمس خواهر ناتنی سلطان ولد و علاءالدین      |
| بوران کوزوم      | علاءالدین      | پسر مولانا و کرا خاتون                                                            |
| بوراک توزکوپاران | سلطان ولد      | پسر مولانا و کرا خاتون برادر علاءالدین و کیمیا خاتون                              |
| سلما ارگچ        | کِرّا خاتون      | همسر مولانا مادر سلطان ولد علاءالدین و کرا خاتون                                  |
| خالد ارگنچ       | بها الدین ولد  | پدر مولانا                                                                        |

## تولید

### پیش‌تولید
۲۴ شهریور ۱۳۹۸ اعلام شد قرار است یک اثر سینمایی از داستان زندگی شمس و مولانا ساخته شود. اثری به نام مست عشق که حسن فتحی آن را کارگردانی کرده و مهران برومند تهیه‌کنندهٔ آن است. گفته می‌شد که پیش از شروع فیلمبرداری، حدود ۳ سال برای پیش‌تولید این پروژه زمان صرف شده است. سرمایه‌گذاران فیلم شرکت‌های سیماریا (به انگلیسی: Simarya Film Production) و دیجیتال داناتلار (به انگلیسی: Dijital Danatlar) هستند.

### انتخاب بازیگران
نخستین حاشیهٔ فیلم، ماه‌ها قبل از آغاز فیلمبرداری شکل گرفت؛ هنگامی که برخی رسانه‌ها از انتخاب بازیگر ترک برای نقش مولانا سخن گفتند. همین سبب شد تا انتقاداتی صورت بگیرد که چرا برای یک شاعر ایرانی باید بازیگر ترک انتخاب شود. در همان زمان، برخی عوامل اصلی فیلم، این خبر را تأیید و برخی دیگر آن را تکذیب کردند. حتی فرهاد توحیدی، نویسنده فیلم‌نامه در گفت‌وگویی صراحتاً از انتخاب بازیگر ترک برای نقش مولانا حمایت کرد. تنها ساعاتی پس از انتشار این مصاحبه بود که حسن فتحی در گفت‌وگویی اعلام کرد که بازیگر نقش مولانا، به‌مانند نقش شمس، قطعاً ایرانی خواهد بود. فردای این گفت‌وگو، اعلام شد که پارسا پیروزفر در نقش مولانا بازی خواهد کرد. این هم مثل خبر انتخاب شهاب حسینی بازتاب‌های مثبتی داشت و بسیاری این دو را گزینه‌های خوبی برای مولانا و شمس دانستند.

### فیلم‌برداری
در ۱۶ مهر ۱۳۹۸ فیلم‌برداری مست عشق‌ آغاز شد. پس از یک شروع پرسروصدا و آغاز فیلمبرداری، عوامل فیلم در طول یک‌ماه شروع به انتشار اخبار فیلم کردند. اخباری که طی آن، از گریم‌های شهاب حسینی و پارسا پیروزفر در نقش‌های شمس و مولانا رونمایی شد. اما دامنه حواشی از جایی آغاز شد که دیگر خبری از این فیلم به بیرون درز نکرد. اواخر پاییز ۱۳۹۸ بود که خبر رسید پیش‌تولید سریال جیران در تهران آغاز شده و فتحی که در حال فیلمبرداری مست عشق در ترکیه است، هم‌زمان پیش‌تولید سریال جدیدش را نیز آغاز کرده است.
تقریباً تمامی مراحل فیلمبرداری مست عشق در شهر قونیه کشور ترکیه انجام شده است.
از مست عشق به‌عنوان یکی از غایبان بزرگ جشنواره بین‌المللی فجر آن سال سخن گفته می‌شد. فیلم فتحی که پس از یک پیش‌تولید پرسروصدا، تولید آرامی را پشت‌سر می‌گذاشت، خیال همگان را راحت کرد که تولید در مسیر طبیعی خود پیش رفته و احتمالاً نخستین رونمایی از آن در جشنواره فجر خواهد بود. اما حسن فتحی بدون اشاره به‌دلیلی اعلام کرد که در آن سال هیچ فیلمی در جشنواره نخواهد داشت. دو هفته بعد از این اظهارنظر، ابراهیم داروغه‌زاده، دبیر سی‌وهشتمین جشنواره فجر، صراحتاً اعلام کرد که مست عشق ضمن اینکه همچنان درحال فیلمبرداری است، بلکه در ایران هنوز مجوز ساخت ندارد و نمی‌تواند در جشنواره حضور داشته باشد.

#### سکوت رسانه‌ای و همه‌گیری کووید-۱۹
۲ روز مانده به آغاز سال ۲۰۲۰ میلادی، نخستین تیزر از مست عشق منتشر شد. ویدئویی حاوی لحظاتی از فیلم که هم تدوین شده و هم دارای موسیقی بود. برخی رسانه‌ها هم از پایان فیلمبرداری پروژه سخن گفتند. اما سؤال مهم همچنان باقی‌مانده بود که چرا فیلمی که بیش از یک‌ماه تا زمان جشنواره وقت دارد و فرم حضور در این فستیوال را هم پر کرده و مشکل پروانه ساختش هم قابل رفع‌شدن است، از حضور در این جشنواره انصراف داده است. با آمدن کرونا و بسته شدن مرزها، اخبار و پیگیری‌ها در رابطه با پروژه به محاق رفت تا هفته آخر خردادماه، یعنی حدود ۶ ماه از اعلام پایان پروژه توسط رسانه‌ها، یکی از روزنامه‌ها اعلام کرد که بی‌خبری از پروژه مست عشق کمی مشکوک است. استدلال آن رسانه بر این بود که هیچ‌یک از عامل اصلی پروژه، خبر پایان فیلمبرداری را اعلام نکرده‌اند و مشخص نیست که پروژه هم‌اکنون در چه مرحله‌ای به‌سر می‌برد. ضمن اینکه حسن فتحی نیز در آن ایام، بر سر سریال شبکه نمایش خانگی خود یعنی جیران حضور داشت که همین، برخی سوالات را راجع‌به فرجام «مست عشق» مطرح کرد. یک روز بعد از این گمانه‌زنی‌ها که به نشر حداکثری در فضای مجازی تبدیل شد، تهیه‌کننده اثر اعلام کرد که تنها چند سکانس کوتاه از فیلم مانده و گروه منتظر بازگشایی مرزها برای ادامه فیلمبرداری هستند.

### موسیقی
فاهیر آتاک اوغلو، آهنگساز آثاری همچون عمر و حریم سلطان، آهنگسازی موسیقی متن فیلم را برعهده داشته و علیرضا قربانی موسیقی تیتراژ پایانی را اجرا کرده است.

## حواشی

### پیش از اکران

#### مخالفت‌ها
در ۲ مهر ۱۳۹۸، خبرگزاری‌ها اقدام به انتشار استفتا از دو مرجع تقلید ایرانی کردند که با ساخت فیلم دربارهٔ شمس و مولانا مخالفت کرده بودند. ناصر مکارم شیرازی اعلام کرد «از آن‌جا که ساخت چنین فیلمی سبب اشاعهٔ فرقه صوفیه می‌شود، ساخت آن شرعاً جایز نیست و باید از آن خودداری کرد.» حسین نوری همدانی نیز در پاسخی مشابه، شمس و مولانا را از اعیان صوفیه دانسته و ساخت فیلم دربارهٔ آن‌ها را به دلیل «اشاعهٔ فرقهٔ صوفیه»، حرام اعلام کرد. حسن فتحی و عوامل فیلم مست عشق، در واکنشی تلویحی به این مسئله، دو ویدئو از دیدگاه‌های سید علی خامنه‌ای، را در این باره منتشر کردند. این دو ویدئوی کوتاه که در کانال تلگرامی این فیلم منتشر شده، مربوط به «دیدار رهبر انقلاب با شاعران» در شهریور ۱۳۸۷ است که در آن‌ها از مولانا و شمس به نیکی یاد شده است.

#### نسخه سریالی
اواخر مهرماه ۱۳۹۹ بود که سهراب پورناظری، سازنده موسیقی فیلم اعلام کرد که مست عشق به شکل نیمه‌کاره رها شده و به مرحله پایانی نرسیده است. همین سخنان کافی بود که رسانه‌ها به یاد وعده تهیه‌کننده پروژه بیفتند که در خردادماه اعلام کرده بود که فیلم تا پایان تابستان آماده نمایش می‌شود. ۴ روز بعد از این سخنان یعنی در آخرین روز مهرماه، یک اظهارنظر دیگر، طبیعی نبودن روال تولید فیلم را بیشتر کرد. در همان حوالی ویدیویی در فضای مجازی منتشر شد مبنی براینکه قرار است فیلم مست عشق پخش جهانی خود را آذر ماه همان سال همزمان با هفته بزرگداشت مولانا آغاز کند و علاوه بر نسخه سینمایی، یک مجموعه هشت قسمتی هم از این اثر نیز آماده شده است. این خبر در آغاز با واکنش حسن فتحی مواجه شد که آن را از اساس کذب خواند و بعد از آن، فرهاد توحیدی در گفت‌وگویی اقدام سرخودانه سرمایه‌گذار ترک در زمینه وعده پخش جهانی این فیلم و تهیه نسخه‌ای از آن در قالب مجموعه ای ۸ قسمتی را نقض حقوق مؤلفان و سازندگان این اثر دانست و گفت که پیگیری حقوقی این موضوع از سوی سرمایه‌گذار ایرانی فیلم آغاز شده است.

#### اختلاف نظر با سرمایه‌گذار ترکیه‌ای
اردیبهشت ۱۴۰۰ یک شبکه ماهواره‌ای فارسی‌زبان با پخش تیزرهایی از پخش سریال مست عشق در ترکیه خبر داد. موضوعی که باعث توقف موقت در تولید فیلم شد. سرمایه‌گذار ترکی اعلام کرده بود که تدوین و مراحل فنی این فیلم به پایان رسیده و قرارداد پخش مجموعه مست عشق با این شبکه ماهواره‌ای بسته شده و دوبله فارسی آن در حال انجام است تا پخش آن آغاز شود، درحالی که تولید فیلم به اتمام نرسیده بود. این چنین شد که سرانجام سکوت حسن فتحی شکسته شد و در بیانیه ای با تاسف‌آور خواندن این خبر واکنش تندی را نشان داد. سرانجام با پیگیری‌های حقوقی انجام‌شده توسط وزارت امور خارجه و سرکنسولگری ایران در استانبول، مالکیت صددرصدی فیلم به طرف ایرانی داده و اثر وارد فاز نهایی تولید شد.

#### کناره‌گیری همایون شجریان و سهراب پورناظری
در حالی که تصور می‌شد مست عشق حواشی را پشت سر گذاشته و به زودی اکران خواهد شد، یک جدایی غافلگیرکننده این فیلم را دوباره در کانون توجهات قرار داد. شامگاه دوشنبه اول آذرماه سال ۱۴۰۰، همایون شجریان و سهراب پورناظری در بیانیه‌ای از کناره‌گیری خود خبر دادند. پس‌از اعلام انصراف این دو هنرمند، مهران برومند تهیه‌کننده فیلم اعلام کرد که خواسته شجریان غیرمعقول نیست و آنچه ما می‌خواستیم هم غیرمعقول نبود.

## انتشار

### اکران سینمایی
مست عشق ابتدا بنا بود از ۲۹ فروردین ۱۴۰۳ همزمان در سینماهای ایران و ترکیه اکران شود؛ اما در ایران به دلیل «مشکلات فنی» از ۵ اردیبهشت اکران شد و اکرانش در ترکیه نیز به تعویق افتاد. پیش‌فروش بلیت‌های فیلم از ۲ اردیبهشت با رده‌بندی سنی «۱۵+» آغاز شد. اکران ویژهٔ فیلم ۲۶ اردیبهشت با حضور عوامل اصلی در هتل اسپیناس پالاس برگزار شد.

## بازخورد

### گیشه
یک روز پیش از اکران، مست عشق بیش از ۱٫۵ میلیارد تومان پیش‌فروش داشت. این فیلم تا پایان روز اول اکران خود توانست بیش از ۶ میلیارد تومان فروش داشته باشد و رکورد بیشترین فروش سینمای ایران در روز نخست اکران را شکست. محمدرضا صابری، دبیر و سخنگوی انجمن سینماداران کشور، سطح موفقیت مست عشق را «اتفاقی مهم برای سینمای ایران» خواند.
مست عشق در ۲ روز اول اکران توانست با فروشی بالغ بر ده میلیارد و هفتصد میلیون تومانی خود را به رتبهٔ چهارم فروش کلی سینمای ایران در ۱۴۰۳ برساند. فروش این فیلم در روز ۱۲ اردیبهشت و در هفته اول اکران خود از ۳۳ میلیارد تومان گذشت

### منتقدان
مست عشق با نقدهایی دوگانه از سوی منتقدان روبه‌رو شد. برخی منتقدان به ضعف‌هایی در انسجام روایت، پرداخت شخصیت‌ها، تدوین و کارگردانی اشاره داشتند و داستان فیلم را برگرفته از کتاب‌های عامه‌پسند دانستند. در مقابل، برخی دیگر به درخشش گروه بازیگران، فیلم‌برداری و پایان‌بندی عارفانهٔ فیلم پرداختند و این موارد را نقاط قوت فیلم معرفی کردند.
مسعود فراستی در کانال یوتوب خود در نقد مست عشق ذکر کرد این فیلم بیشتر اقتباس از کتاب ملت عشق است تا داستانی از رابطه عارفانه مولانا و شمس تبریزی و در ادامه بیان کرد: «این یک فیلم بد تلویزیونی است که بیشتر از یک یا دو نمای سینمایی ندارد. صداگذاری و دوبله فاجعه است. صداها اغلب سینک نیست. تدوین آن آشفته و کارگردانی بدی دارد.»
صادق رشیدی‌فرد در روزنامهٔ ابتکار نوشت: «مست عشق «لَنگ و لوک و خفته‌شکل و بی‌ادب» چونان پایش لنگ و اندامش معوج بود که علیرغم البسه مرصع و تاج ملوکانه ای که به سر داشت به ضیافت جشنواره فجر نیامد، چرا که می‌دانست اختتامش را … و سازندگانش می‌دانستند:
گوهر پاک بباید که شود قابل فیض … ور نه هر سنگ و گلی لولو و مرجان نشود»
مهرداد خدیر در عصر ایران در نقدی ادبی و در دفاع از فیلم عنوان کرد «توقع افشای راز رابطه مولانا و شمس از یک کارگردان سینما گزاف است؛ آن هم وقتی عبدالحسین زرین‌کوب در سرّ نِی که به قاعده قرار بوده راز را برملا کند هم چنین نمی‌کند.»
افشین علیار در روزنامهٔ جوان، مست عشق را روایتی عامه‌پسند از زندگی مولانا و شمس دانست که بیشتر بر مبنای کتاب ملت عشق شکل گرفته است تا پژوهش دقیق تاریخی و تکیه بر منابع معتبر. او روایت داستان را نامنسجم دانست و استفاده از روایت غیرخطی و فلاش‌بک‌های متعدد را موجب تشتت روایی فیلم ارزیابی کرد.
یاسمن خلیلی‌فرد در سازندگی نقد مثبتی دربارهٔ مست عشق نوشت و پایان‌بندی عارفانه را از نکات مثبت سناریو دانست. پایانی به شدت استعاری که شاید خلاصه‌ای از نتیجه‌گیری محتوایی فیلم باشد؛ یک پایان استعاری که در فرمی زیبا و شاعرانه با همراهی یک موسیقی درست و رقص سماع به منصه ظهور رسیده است. همچنین این منتقد بازی‌های پیروزفر و حسینی را تحسین کرد.
امین قاسمی در فرهیختگان فیلم را مجموعه‌ای از خرده‌روایت‌ها دانست که شبیه پازلی تکه‌تکه است. از نظر او کارگردان با تکیه بر خرده‌داستان‌ها و شخصیت‌های متعدد، داستان شمس و مولانا را در حاشیه قرار داده و این دو شخصیت پرداخت مناسبی نداشته‌اند و در عین حال کارگردانی فتحی را نامتناسب با قصه و در تلاش برای نمایش پررنگ‌ولعاب لوکیشن‌ها دانست.
صبا کریمی در قدس آنلاین از درخشش شهاب حسینی در نقش شمس تبریزی نوشت: تأثیر و اهمیت شمس در دگرگونی مولانا غیرقابل انکار و چشم‌پوشی است و مست عشق نیز بیشتر در خدمت شمس است تا مولانا؛ چنان‌که دوربین هم به این کاراکتر علاقه‌مندتر است که این هم دلایل متعددی دارد؛ نخست اینکه به مولانا و مرتبه علمی او جز چند سکانس و حضور شاگردان در محضر استادشان اشاره دیگری نشده است؛ از طرفی بازی پارسا پیروزفر نیز در این نقش چندان درنیامده و در مقابل شهاب حسینی با بازی متفاوت و تسلط بر نقش شمس عملاً مولانای داستان را زیر سایه خود قرار داده است. حسینی در این نقش با تسلطی مثال‌زدنی تصویری متفاوت از آنچه تاکنون از او دیده‌ایم را به نمایش می‌گذارد.
سوسن سیرجانی در دیجی‌کالا مگ فیلم را غیرقابل مقایسه با دیگر آثار حسن فتحی معرفی کرد و دلیل آن را تصمیم گروه بر ساخت فیلم در ترکیه و فضاسازی به سبک طراحان صحنه ترک برای فیلم دانست. او بازی حسینی و چلیک‌کول را تحسین کرد؛ اما افزود بیننده بیش از آنکه با فیلمی از یک کارگردان ایرانی روبه‌رو باشد، بازیگران ایرانی را در سریال‌های ترکیه‌ای مانند حریم سلطان می‌بیند.
حسن فتحی در گفتگویش با روزنامهٔ شرق در پاسخ به انتقادها، از تدوین مست عشق دفاع کرد و تدوین را یکی از نقاط قوت فیلمش دانست. همچنین در بخش دیگری از این مصاحبه از مسئولان خواست پیام فیلم را جدی بگیرند. فتحی در گفتگویی با روزنامهٔ هم‌میهن درخصوص اظهارنظر تند منتقدان این فیلم عنوان کرد:
کسانی که در این سال‌ها آثار من و مصاحبه‌هایم را دنبال کرده‌اند، بی‌خبر نیستند از اینکه برای منتقدان فیلم و نقش آنها در اعتلای هنر نمایش احترامی عمیق قائلم، اما موضع برخی از آنها را درخصوص این فیلم درک نمی‌کنم. بالاخره آیا می‌خواهیم سینمای پررونقی داشته باشیم یا نه؟ تا دیروز گله‌مند بودند که چرا فقط فیلم کمدی فروش می‌کند و فیلم جدی نمی‌تواند پای مخاطب را به سینما بکشاند و حالا که فیلم اتفاقاً دربارهٔ فرهنگ ایران و دو نفر از چهره‌های شاخص ادبیات و عرفان این سرزمین است و مورد استقبال مردم قرار گرفته، شما به جای اینکه از این بابت خشنود باشید موضع قهرآمیزی نسبت به فیلم گرفته‌اید؟ در کدام اصول نقد آمده که برای جذابیت یک اثر سینمایی نباید از سلبریتی و بازیگر ستاره استفاده کرد؟

چطور در سینمای آمریکا و اروپا ساخت فیلم‌های جدی و مهم با حضور ستارگان مشهور اشکالی ندارد اما منِ فیلمساز ایرانی اگر از بازیگران مشهور استفاده کنم مورد نقد قرار می‌گیرم؟ براساس کدام معیار نقدِ فیلم، این قضاوت را می‌کنید؟ متأسفانه مبنای این نقدها بر استدلال بنا نشده و بیشتر جنبه جدلی دارد با اثر و باب گفت‌وگو و مفاهمه را می‌بندد؛ مثلاً منتقدی می‌آید و می‌گوید فیلم چرک است، آشغال است و واژه‌هایی از این دست به کار می‌برد. این واژه‌ها چه نسبتی با جهان منزه عرفانی یا اساساً چه نسبتی با ادبیات نقد دارد؟ مگر نه اینکه آموزه‌های ناب عرفانی ما را به همزیستی مسالمت‌آمیز و ادب و احترام دعوت کرده و توصیه می‌کند یکدیگر را تحقیر نکنیم زیرا نطفه هر جنایتی در تحقیر نهفته است.

## تیتراژ
تیتراژ فیلم مست عشق قطعه‌ای با همین نام با شعری از مولانا و با آهنگسازی حسام ناصری و خوانندگی علیرضا قربانی است.